# Carl Wilhelm Robert

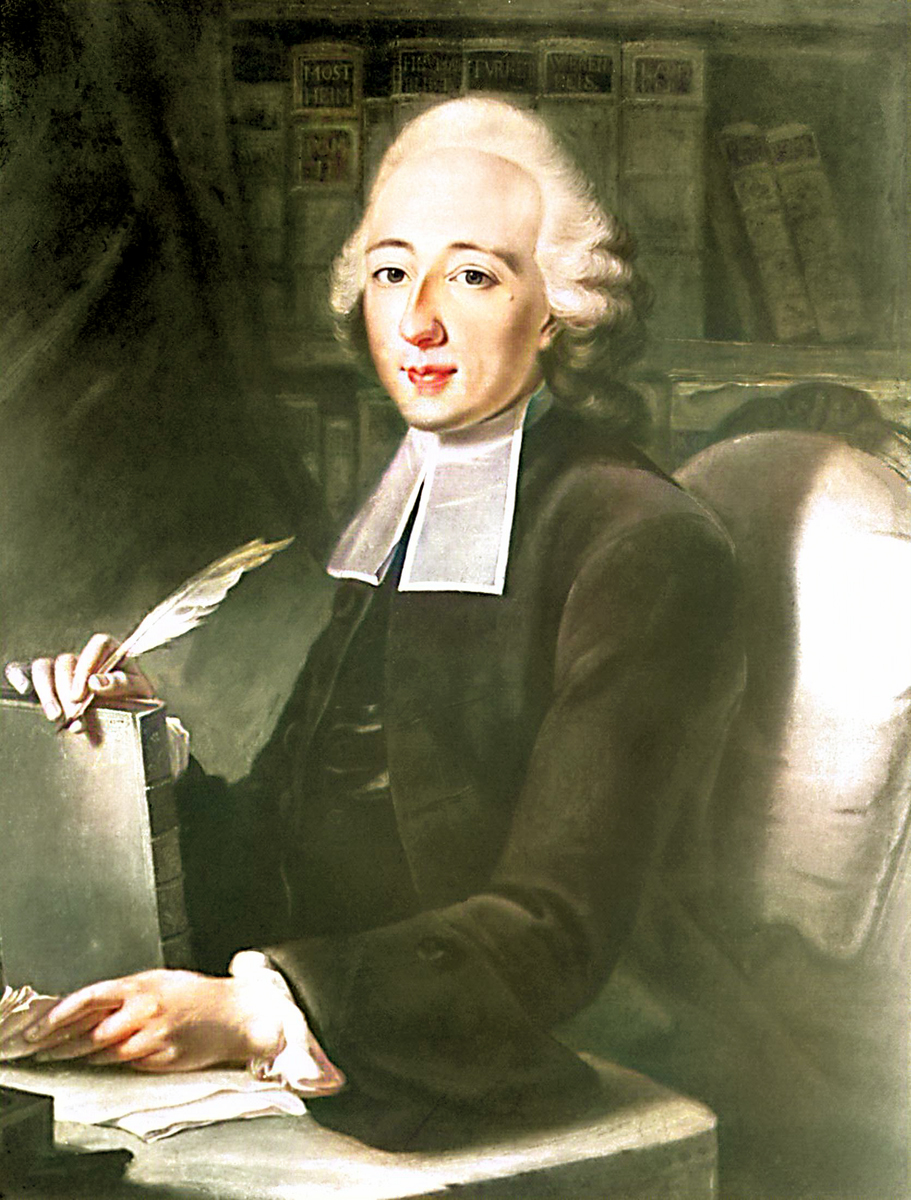
Carl Wilhelm Robert

Carl Wilhelm Robert, Rufname Carl (* 21. März 1740 in Kassel; † 8. April 1803 ebenda) war ein deutscher Theologe, Jurist und aktiver Freimaurer.

## Beruflicher Lebensweg
Carl Wilhelm Robert wurde 1761 pro ministerio in Marburg examiniert und 1762 in Kassel zum Pfarrer ordiniert, danach war er bis 1767 zweiter Prediger der reformierten Gemeinde in Marburg, ab 1764 zugleich außerordentlicher, seit 1766 ordentlicher Professor der Theologie an der Universität Marburg. Im Jahr 1767 übernahm er die Funktion des Ephorus der Hessischen Stipendiatenanstalt. 1768 wurde er zum Doktor der Theologie promoviert. Er war zwischen 1769 und 1778 viermal Dekan der Theologischen Fakultät. Seine Lehrschwerpunkte waren die Dogmatik, die Pastoraltheologie und die Exegese des Neuen Testaments. Von 1771 an wirkte zudem er als Konsistorialrat und Inspektor der reformierten Gemeinden im Oberfürstentum Hessen.
Im Jahr 1778 legte er alle theologischen Ämter nieder. Zugleich wurde er Mitglied der Juristischen Fakultät und ordentlicher Professor der praktischen Philosophie. Bis 1797 gehörte er zugleich der Juristischen und der Philosophischen Fakultät an. Den Grad eines Dr. iur. erwarb er 1779. Zwischen 1787 und 1794 war er viermal Dekan der Juristischen Fakultät, darüber hinaus zwischen 1769 und 1793 Prorektor der Universität. — Seine Lehrschwerpunkte in den Rechtswissenschaften waren das Kanonische Recht und der kanonische Kriminalprozess, das Kriminalrecht, die Institutionen und Pandekten sowie die Rechtsenzyklopädie. In der Philosophie befasste er sich mit Ethik, Naturrecht und Pädagogik.
Neben den universitären Verpflichtungen nahm er von 1784 an das Amt eines Samtrevisionsgerichtsrats wahr; 1785/86 war er Landtagsdeputierter. Er war Mitglied des von Johann Heinrich Jung-Stilling gegründeten Staatswissenschaftlichen Instituts an der Marburger Universität und 1790 dessen erster Vorsitzender; 1801 wurde er dessen Ehrenmitglied.
Im Jahr 1797 ist er als Oberappellationsgerichtsrat nach Kassel berufen worden.

## Freimaurerei
Carl Wilhelm Robert ist 1763 in Lyon in der Loge La Concorde in den Bund der Freimaurer aufgenommen worden. Noch im gleichen Jahr wurde er in Paris in der Loge La Virtu zum Gesellen befördert und zum Meister erhoben. In Marburg war er bis zum Verbot der Freimaurerei in der Landgrafschaft Hessen-Kassel im Jahr 1793 Mitglied der Loge Zu den drey Löwen bzw. der aus ihr hervorgegangenen Loge Zum gekrönten Löwen, deren Schwergewicht sich nach 1772 nach Kassel verlagert hat. Robert war viele Jahre Meister vom Stuhl und hatte wesentlichen Einfluss auf die Entwicklung der Freimaurerei in Marburg und im nördlichen Hessen.

## Schriften
- Entwurf der vornehmsten Wahrheiten der Religion. Frankfurt und Leipzig : Heinrich Ludwig Brönner, 1771. Digitalisat